# Seerosenteich (Quedlinburg)

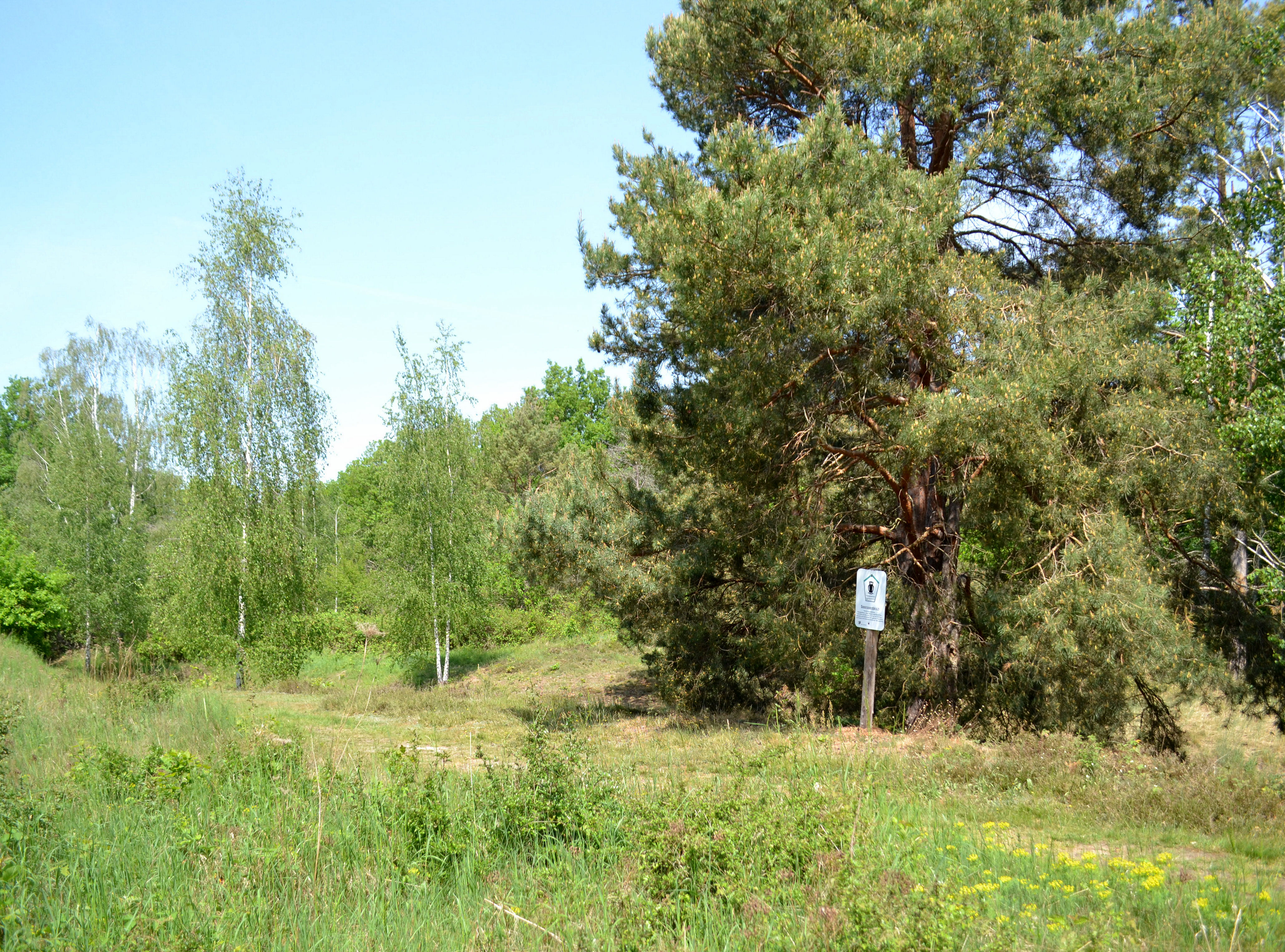
Seerosenteich Quedlinburg

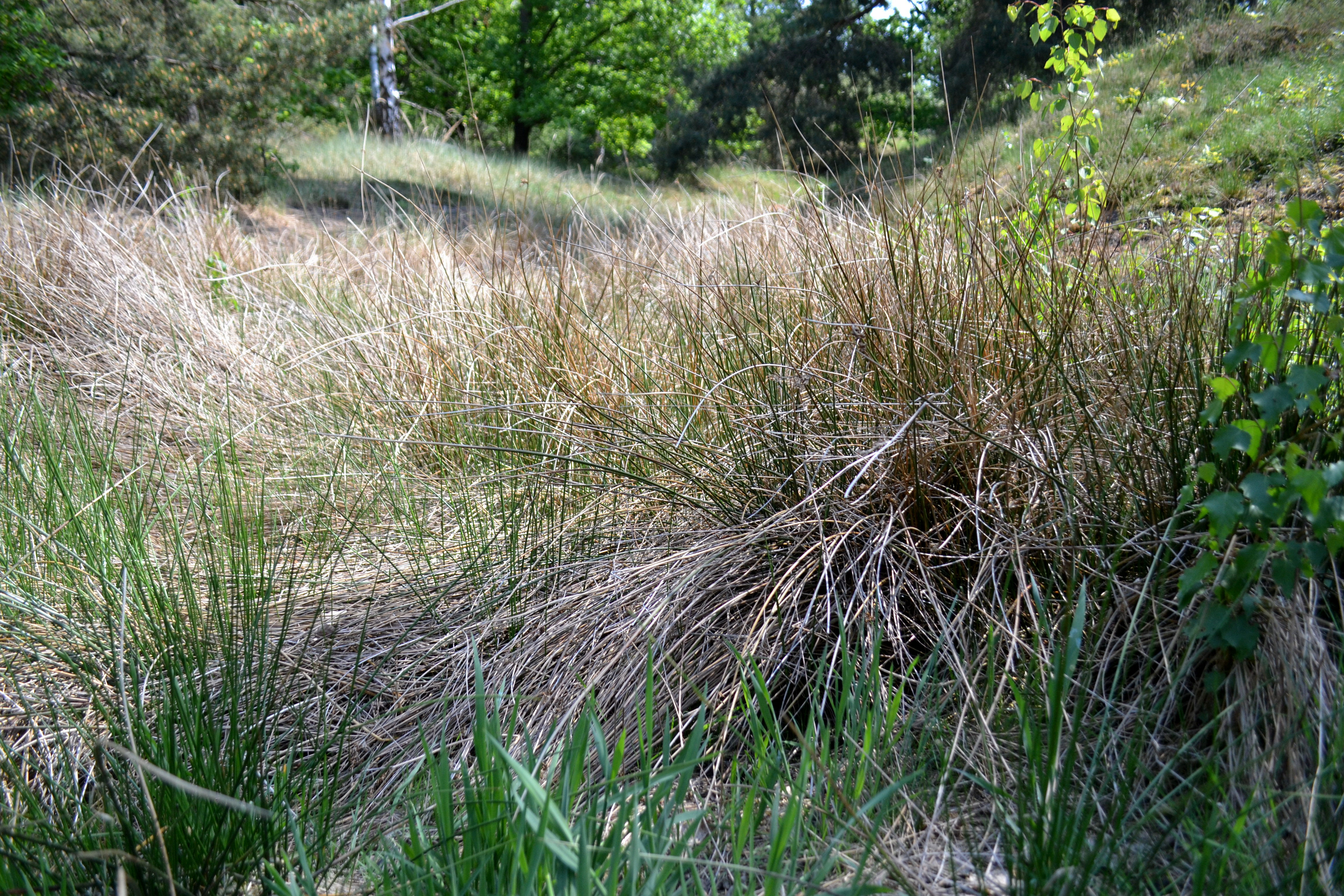
Uferrand des Seerosenteiches

Der Seerosenteich in der Nähe von'Altenburg bei Quedlinburg ist ein Gewässer in einem Naturschutzgebiet. Er steht als Flächennaturdenkmal unter Schutz.
Der Seerosenteich ist sehr wartungsintensiv wegen der seltenen Arten, die ohne gezielte Eingriffe in die Buschgewächse im Bestand gefährdet sind. Daher sind Reduzierungen des Buschbestandes notwendig. Registriert wurde zumindest in den 1970er Jahren eine vergleichsweise hohe Anzahl von Libellen. Sein Wasser bezieht er über den Reineckenbach.
Der Seerosenteich ist auf der Liste der Naturdenkmale im Landkreis Harz mit der ID FND 0050QLB als Flächennaturdenkmal verzeichnet.